# Християнство і гомосексуальність
Протягом століть християнські церкви розглядали гомосексуальні стосунки як гріх, спираючись на соборне розуміння природного права й традиційні тлумачення певних уривків Біблії.
Таке розуміння гомосексуальних стосунків міститься в офіційній позиції Римо-католицької церкви, т. зв. канонічних і орієнтальних православних церков, а також частини протестантських деномінацій (головним чином, євангельських), як-от Асамблеї Божі (67 млн) та Південна баптистська конвенція (16,3 млн). Реставраціоністські групи на зразок Церкви Ісуса Христа святих останніх днів (13 млн), а також Свідки Єгови (8,4 млн) здебільшого теж вважають гомосексуальні стосунки за гріховні.

## Історичні аспекти

### Раннє християнство

#### Вплив юдаїзму
Старий Завіт містить кілька фрагментів, де мова може йти про дії гомосексуального характеру. Один з найвідоміших міститься у книзі Левит:
А з чоловіком не будеш лежати як з жінкою, — гидота воно! Лев. 18:22.
А хто лежатиме з чоловіком як із жінкою, — гидоту вчинили обоє вони, — будуть конче забиті, кров їхня на них! Лев. 20:13.

Слова «як із жінкою» — традиційний переклад івр. מִשְׁכְּבֵי אִשָּׁה, що дослівно означає «з ложами жінок; при ложах жінок» (у множині). Д. В. Щедровицький наводить альтернативні переклади цієї фрази: «І не лягай з чоловіком, що з ложами жіночими…» або «І з чоловіком не лягай при ложах жіночих…». Щедровицький вважає, що йдеться або про сексуальні практики з гермофродитами, або про групове злягання двох чоловіків з однією жінкою, що мало поширення в ханаанській ритуальній практиці.
Щедровицький також звертає увагу на конкретні заборони «відкривати наготу» (евфемізм, що позначає статевий акт) батька та батькового брата (Лев. 18:7, 14). Ці окремі заборони осмислюються лише в разі відсутності табу на гомосексуальні стосунки.
Іще з апостольських часів християнські уявлення про сексуальність формувалися на засадах ортодоксальних юдейських приписів і характеризувались антагоністичним ставленням до гомосексуального статевого акту, вважаючи його, як і гетеросексуальні перелюби, гріхом.
Юдейська література часів Другого Храму суголосно виступає проти практики гомосексуальних стосунків. Те саме сказано і в книгах єврейських авторів, наприклад Йосипа Флавія та Філона Александрійського.
Формування християнського віровчення відбувалося в умовах сильного впливу юдаїзму, водночас християнство сприймалося як один із напрямів юдаїзму. Звичаєві й ритуальні норми останнього визначалися Законом Мойсея. Християнство та юдаїзм мають спільні першоджерела (Старий Завіт, він же Танах), і між ними багато спільного в уявленнях про моральність і сексуальні норми, зокрема й ставлення до гомосексуальної поведінки.
Спадкоємність звичаєвих норм Старого Завіту в християнстві пов'язана з прийняттям моральних заповідей Закону в їхньому християнському розумінні (у контексті вчення Ісуса Христа й апостолів). Ця спадкоємність простежується при порівнянні праць істориків та богословів перших віків нашої ери і, зокрема, праць Отців Церкви.

#### Новий Завіт і апостольське християнство
Моральні норми християнства в ділянці сексуальних стосунків засновано на текстах Старого й Нового Завітів. Нагірну проповідь вважають сконцентрованим описом моралі, що пов'язує заповіді та вчення Нового Завіту із заповідями Закону.
У Нагірній проповіді Ісус використовував класичні цінності юдаїзму, проповідуючи, з точки зору християнських богословів, навіть суворіші моральні норми, ніж вимоги старозавітнього юдаїзму і юдаїзму часів Ісуса. Сприймаючи моральні сексуальні норми старозавітнього юдаїзму як розлогіший виклад принципів сексуальної моралі Десятислів'я (заповідь «не чини перелюбу»), християнство водночас наголошує на вимогах перш за все внутрішньої моральної чистоти (думки та бажання людини).
У Новому Завіті гомосексуальні дії згадано в посланнях апостола Павла:
Вони Божу правду замінили на неправду, і честь віддавали, і служили створінню більш, як Творцеві, що благословенний навіки, амінь.
Через це Бог їх видав на пожадливість ганебну, — бо їхні жінки замінили природне єднання на протиприродне.
Так само й чоловіки, позоставивши природне єднання з жіночою статтю, розпалилися своєю пожадливістю один до одного, і чоловіки з чоловіками сором чинили.
І вони прийняли в собі відплату, відповідну їхньому блудові.
А що вони не вважали за потрібне мати Бога в пізнанні, видав їх Бог на розум перевернений, — щоб чинили непристойне. Рим. 1:25-28.

Уривок з Послання до Римлян — найбільш дискусійний, адже містить положення, пізніше використані для конструювання дискурсу «природності» не тільки в моральній теології, а й взагалі в антропологічному вченні християнських церков (особливо, у вченні Римо-католицької церкви). У нинішній час дослідники вважають, що в цьому фрагменті може йтися про людей з гетеросексуальною орієнтацією, які експериментують зі своєю сексуальністю й обирають сексуальну поведінку, що суперечить їхній природі. Водночас Джон Босвелл вказує на неприродність гетеросексуальної поведінки для гомосексуалів, а отже заперечує стосунок цього фрагмента до гомосексуальності. Щедровицький зауважує, що слова «чоловіки» і «жінки» тут мають форму множини, — це може вказувати на те, що автор говорить про групові сексуальні акти чи зґвалтування.
Хіба ви не знаєте, що неправедні не вспадкують Божого Царства?
Не обманюйте себе: ні розпусники, ні ідоляни, ні перелюбники, ні блудодійники, ні мужоложники, ні злодії, ні користолюбці, ні п'яниці, ні злоріки, ні хижаки — Царства Божого не вспадкують вони! 1 Кор. 6:9-10.

А ми знаємо, що добрий Закон, коли хто законно вживає його, та відає те, що Закон не покладений для праведного, але для беззаконних та для неслухняних, нечестивих і грішників, безбожних та нечистих, для зневажників батька та зневажників матері, для душогубців, розпусників, мужоложників, розбійників, неправдомовців, кривоприсяжників, і для всього іншого, що противне здоровій науці, за славною Євангелією блаженного Бога, яка мені звірена. 1 Тим. 1:8-11.

### Отці Церкви
Окрім біблійних текстів, православна та католицька церква посилаються на висловлювання Отців Церкви, святих і (у католицькій традиції) Вчителів Церкви, що їхнє розуміння віри належить до царини Святого Передання. У протестантизмі цю ранньохристиянську літературу розглядають як історичне свідчення про погляди християн того часу.
Деякі св. Отці та Вчителі Церкви висловлювалися про гомосексуальні стосунки у вкрай різкій осудливій формі та вважали їх одним із найтяжчих гріхів, спираючись на Святе Письмо.

Св. Іван Золотоустий у 4-й бесіді на Послання Павла до Римлян каже про це так:
Язичники не вважали цю річ за безсоромну, але, як щось почесне й вище, ніж стан рабів, надавали її лише вільним. Так думав мудрий народ афінський і великий з афінян Солон. Можна знайти багато й інших філософських творів, що заражені тією ж хворобою. Проте ж, внаслідок цього, ми не назвемо цього діла законним, а, навпаки, — визнаємо жалюгідними та гідними багатьох сліз тих людей, які ухвалили цей закон. Що роблять блудниці, те саме, а краще сказати — потворніше, коять і мужоложники. Змішання з блудницями, хоч і беззаконне, проте природне, а мужолозтво і протизаконне, і протиприродне. Якби не було геєнни й не погрожувало покарання, то це було б гіршим за всяке покарання. Коли ж вони насолоджуються, то це свідчить лише про посилення покарання. Я стверджую, що ці (мужоложники) гірші за вбивць, адже краще померти, ніж жити після такої наруги. Вбивця відторгає душу від тіла, а цей губить і душу разом з тілом. Хай який назви гріх, жоден не дорівнюватиме цьому беззаконню. Нічого, нічого немає безрозсуднішого й важчого за таку наругу. Якщо Павло, міркуючи про розпусту, сказав: «Всякий гріх, який робить людина, є поза тілом, а розпусник грішить проти власного тіла» (1 Кор. 6: 18), то що сказати про це безумство, яке настільки гірше за розпусту, що не можна й виразити? Не кажу, що ти тільки зробився жінкою, але більше: ти згубив своє існування, як чоловік, ти ні в жіноче єство не змінився, ні того, яке мав, не зберіг, а зробився загальним зрадником того і того єства, та гідний вигнання і від чоловіків, і від жінок, та побиття камінням, оскільки ти образив ту і іншу стать.
Згідно з правилами свт. Василія Великого, гомосексуали мають зазнавати того ж церковного покарання, що і перелюбники (відлучення від причастя на 15 років):
Хто явив шаленство на чоловічому тілі, час для покаяння нехай справджується відповідно до часу покаяння перелюбника.
Згідно зі свт. Григорієм, єп. Ніським, мужолозтво — це перелюб «супроти єства, оскільки заподіюється образа чужому роду, і до того ж всупереч єству». За цей гріх слід відлучати від причастя на 18 років.
Правила свт. Іоанна IV Постника допускають пом'якшення епітимії до 3 років за умови щирого покаяння того, хто згрішив. Гомосексуалам відмовлено також бути в церковному клірі.

### Сьогочасне переосмислення
У XX ст. ліберальні теологи, як-от Юрґен Мольтманн, Ганс Кюнг, Джон Робінсон, Девід Дженкінс, Дон К'юпітт, Джон Шелбі Спонґ та інші піддали сумніву традиційне на той час розуміння Святого Письма. Тому деякі з них припустили, що уривки Біблії, де згадано певні гомосексуальні дії, неправильно перекладені або не мають стосунку до сучасного визначення «гомосексуальності». Клей Вітт, священник Метропольної общинної церкви, пояснює, що коментатори й теологи (Джон Шелбі Спонґ, Джордж Едвардс, Майкл Інґланд) інтерпретують заборони на певні статеві акти як первісно призначені для виокремлення культу Ягве з язичницької культової системи, у межах якої гомосексуальні акти фігурують як частина ідолянських релігійних практик:
Інґланд стверджує, що ці заборони треба вважати спрямованими проти сексуальних практик культу родючості. Як і в ранішому посиланні Стронґа, він зазначає, що згадане тут слово гидота безпосередньо пов'язано з ідоловірством у всьому Старому Завіті. Едвардс висловлює аналогічне припущення, зазначаючи, що контекст двох заборон у Лев. 18:22 та Лев. 20:13 передбачає не засудження одностатевої діяльності поза культом, як у сучасному світському розумінні, а осуд діяльності всередині культу, ідентифікованого як ханаанський.

Ліберальні християнські науковці, як і їхні консервативні колеги, визнають більш ранні біблійні рукописи, написані староєврейською, староарамейською (Старий Завіт) та грецькою мовою елліністично-римського періоду (Новий Завіт). Однак ці ранні тексти містять багато термінів, що їх сучасні дослідники інтерпретують інакше, ніж попередні покоління вчених. Існують застереження щодо помилок при переписуванні, підробок і упередженого підходу перекладачів пізніших Біблій.
Також ці дослідники вважають, що декотрі біблійні вірші підтримують рабство та приниження жінок як неприйнятне тепер і противне волі Божій, присутній у загальному контексті Біблії. Вони посилаються на ці обговорювані в минулому питання, наводячи докази на користь змінення поглядів на сексуальні стосунки та повернення до більш ранніх, на їхню думку, концептів. Ліберальні богослови відрізняють безперечно аморальні сексуальні практики (зґвалтування, проституцію та храмові сексуальні ритуали) від практик, заснованих на любові й довірі, незалежно від сексуальної орієнтації.
До уривків, що описують аморальні сексуальні дії, відносять, зокрема, оповідь про Содом і Гоморру (Бут. 19:1-29). Проте Вільям Г. Кері заперечує первісний сексуальний підтекст історії.
Десмонд Туту, колишній англіканський архиєпископ Кейптауна і лавреат Нобелівської премії миру, назвав гомофобію «злочином проти людства», «так само несправедливим» як апартеїд:
Ми боролися проти апартеїду в Південній Африці, підтримувані людьми всього світу, тому що чорношкірих ганили й силували страждати за те, з чим ми не могли нічого вдіяти; така наша шкіра. Те саме й із сексуальною орієнтацією. Це дане <…> Ми ставимося до них [ґеїв і лесбійок] як до парій і витісняємо з наших спільнот. Ми примушуємо їх сумніватись у тім, що вони Божі діти — і це має вважатися крайнім богохульством. Ми звинувачуємо їх у їхній суті.

Джастін Р. Кеннон, один з сучасних лідерів руху християн-ґеїв, проповідує те, що він називає «інклюзивною ортодоксією». На вебсайті свого служіння він пояснює:
«Інклюзивна ортодоксія — це віра в те, що церква може та повинна включати ЛҐБТ-осіб, не жертвуючи Євангелієм і апостольськими вченнями християнської віри».

Служіння Кеннона використовує унікальний і відмінний від сучасних ліберальних християн підхід, захищаючи гомосексуальні стосунки з традиційних позицій. Це служіння стверджує богонатхнення Біблії, авторитет традиції і те, що «в повному житті та служінні християнської церкви є місце для лесбійок, ґеїв і трансґендерних християн, — як тих, хто покликаний до цнотливості, так і тих, хто має партнера».
Професор Єльського університету Джон Босвелл стверджує, що деякі ранні християни вступали в гомосексуальні стосунки, і що історії деяких біблійних персонажів мають гомосексуальний чи гомоеротичний підтекст. Ненсі Вілсон звертає увагу на те, що слова Рут до своєї свекрухи Ноеми з книги Рут роками виголошують на гетеросексуальних весіллях, хоч їх промовлено між двома жінками.
А Рут відказала: Не силуй мене, щоб я покинула тебе, щоб я вернулася від тебе, бо куди підеш ти, туди піду й я, а де житимеш ти, там житиму й я. Народ твій буде мій народ, а Бог твій — мій Бог. Рут 1:16.

Босвелл вважає братотворіння — обряд, який історично правився в деяких християнських традиціях для об'єднання двох людей однієї статі (зазвичай чоловіків) — близьким до релігійно санкціонованого одностатевого союзу. Чоловікам після участі в цім обряді заборонялося брати шлюб чи йти під постриг, а сама обрядовість богослужіння була вельми близька до обрядовості вінчання.
Водночас, порівнюючи історії взаємин Гільгамеша й Енкіду з героїчного епосу, а також Ніанххнума та Хнумхотепа, Босвелл наводить як приклад біблійні взаємини Давида і Йонатана, оспівувані в Старому Завіті, у книгах Самуїла.
На думку консервативних біблістів, такі твердження не витримують критики, оскільки мужолозтво осуджувалося за світськими законами давніх часів, і за нього церква давала тривалі терміни покаяння згідно з церковними правилами.
Сьогодні чимало релігійних людей дедалі частіше підтримують одностатеві стосунки, навіть у церквах з офіційною позицією проти гомосексуальності. Наприклад, у США парафіяни таких церков швидко лібералізуються, хоч і не так стрімко як представники відкритіших спільнот.

## Думка християнських церков
Віронавчальні документи та публічні заяви речників церков виявляють яскраве різноманіття поглядів і практик християнських спільнот різної традиції стосовно людей гомосексуальної орієнтації.

### Католицтво
У Катехизмі Католицької церкви (ст. 2358) написано:
Немало чоловіків і жінок мають глибоко закорінені гомосексуальні нахили. Такий нахил, об'єктивно невпорядкований, для більшості з них є випробуванням. Таких людей треба сприймати з повагою, співчуттям і тактовністю. У ставленні до них слід уникати будь-яких ознак несправедливої дискримінації. Ці особи покликані виконати Божу волю у своєму житті і, якщо вони є християнами, долучити до жертви на Хресті Господа ті труднощі, з якими вони можуть зустрітися з огляду на свій стан.
Загалом гомосексуальні дії розглядаються як «важкі спотворення», які «за самою своєю внутрішньою природою є невпорядкованими» (ст. 2357). Осіб, що відчувають гомосексуальні нахили, церква вважає «покликаними до цнотливості» (ст. 2359). Особам, які свою схильність до гомосексуальності проявляють відкрито, відмовляють у навчанні в семінарії та рукопокладенні. Католицька церква не визнає одностатевих шлюбів, а Папа Римський Іоанн Павло ІІ у книзі «Пам'ять та ідентичність: бесіди на зламі тисячоліть» назвав такі шлюби «частиною ідеології зла».
У 2003 р. віронавчальний орган Ватикану «Конгрегація доктрини віри» у документі «Щодо проєктів можливості юридичного визнання союзів серед гомосексуальних людей» заявив: Церква вчить, що повага до гомосексуальних людей жодним чином не може призвести до схвалення гомосексуальної поведінки або до юридичного визнання одностатевих союзів. Загальне благо вимагає, щоб закони визнавали, сприяли та захищали шлюбний союз як основу сім'ї, первинний осередок суспільства.

В інтерв'ю до документального фільму «Франческо» ізраїльсько-американського режисера Євгена Афінеєвського, Папа Римський Франциск підтримав одностатевий цивільний союз, сказавши наступне: 
Гомосексуальні особи мають право перебувати в родині, вони — діти Божі та мають право на сім'ю. Нікого не можна виключити з родини або зробити його життя нестерпним через це. Те, що ми маємо зробити, — це закон про цивільні союзи, вони мають право бути захищеними законом. Я обстоюю це.
Цей уривок було взято з інтерв'ю 2019 р., однак тоді його вирізали з публічних релізів. Відповідно до цього коментаря, Франциск став першим Папою Римським, що схвалив цивільну реєстрацію одностатевих стосунків.
Апостольська адгортація папи Франциска «Радість Любові» (лат. Amoris Laetitia) наголошує на тому, що немає жодних підстав для порівнянь чи аналогій, навіть далеких, гомосексуальних стосунків з Божим планом щодо подружжя і родини (Amoris Laetitia 251).
2021 року Конгрегація віровчення (перейменована на Дикастерію віровчення у 2022 р.) видала «Відповідь на сумнів» (лат. Responsum ad dubium), де негативно відповіла на питання про те, чи має церква «владу давати благословення союзам осіб однієї статі». Причини такої відповіді були викладені в супровідній роз'яснювальній записці.
18 грудня 2023 р. папа Франциск схвалив декларацію Fiducia supplicans («Благаюча довіра»), яка дозволяє католицьким священникам благословляти пари, які не вважаються одруженими відповідно до канонічного права, включно з благословенням осіб в одностатевих стосунках.

### Православ'я

#### Православна церква України
Предстоятель ПЦУ митрополит Епіфаній (Думенко) висловив думку, що представники ЛҐБТ не можуть причащатися:
У нас є чітка позиція — не тільки Української православної церкви, а й Всеукраїнської ради церков — з приводу цього питання. Церква чітко розрізняє, де є гріх. Ми не можемо гріх назвати добром. Є людина, до якої ми ставимося з любов'ю. Але є гріх, який ми повинні присікати і говорити про нього відкрито. Є спосіб життя, який несумісний із християнськими поглядами. Тому є позиція Православної церкви, є звернення Всеукраїнської ради церков, і в цьому питанні ми є непохитними. Тому що ми базуємося на основах Священного Писання, де чітко говориться про те, що це є гріхом. І ми не можемо як Церква назвати це добром. Тому люди повинні каятися в своїх гріхах, виправляти свої помилки. І якщо людина покається, якщо вона це визнає, то звичайно, вона може брати участь у таїнствах.

### Ліберальні церкви

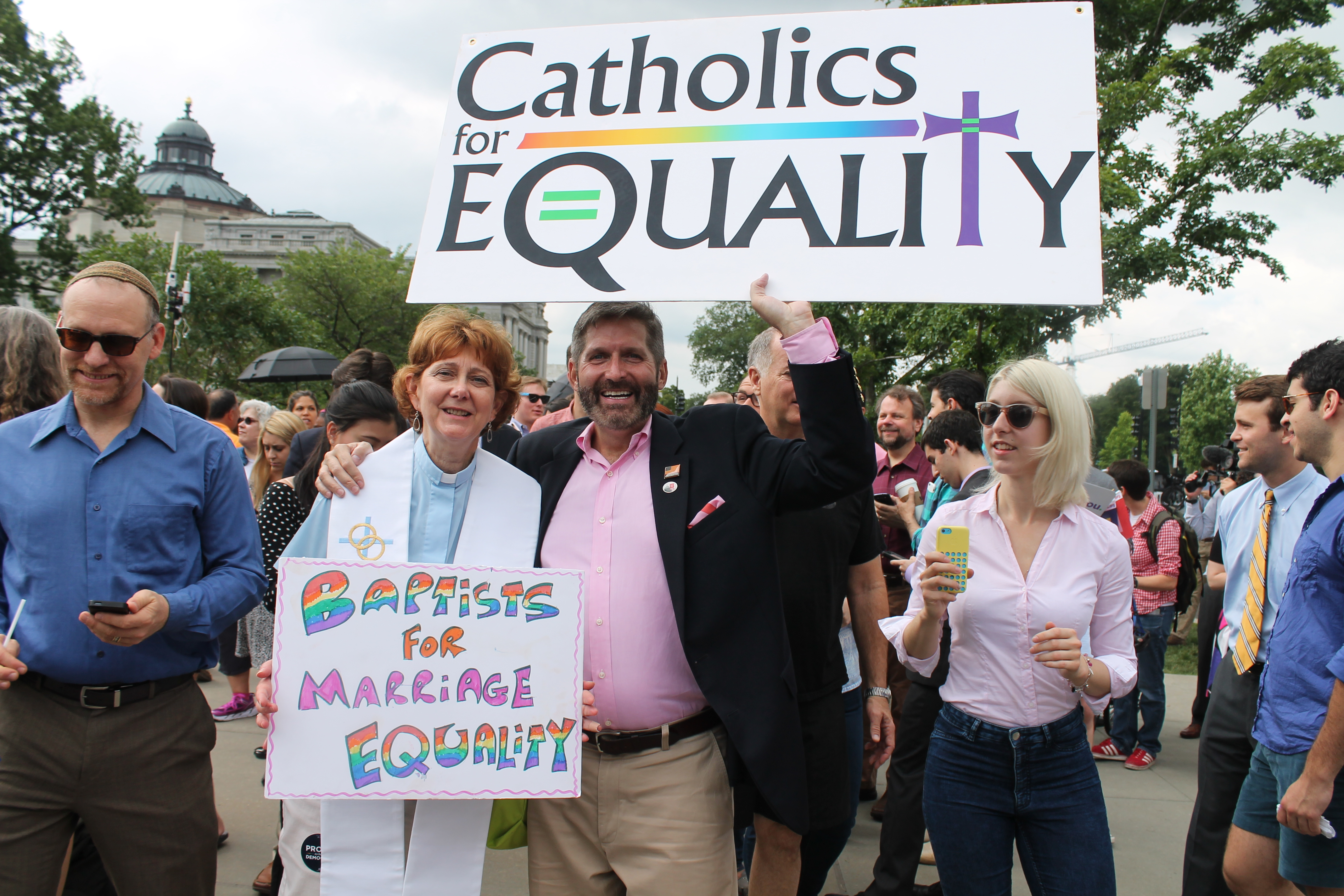
Гасла на плакатах: «Католики за рівність» (зверху), «Баптисти за рівність шлюбу» (знизу).

Нині низка ліберальних протестантських та більшість старокатолицьких церков не вважають моногамні одностатеві стосунки гріховними чи аморальними. У частині цих церков відкриті гомосексуали допускаються до священницького служіння, є прецеденти рукопокладення гомосексуалів у сан єпископа. Розбіжності щодо ставлення до одностатевих шлюбів і висвячення відкритих гомосексуалів стали приводом для гострих дискусій в інших церквах.
Список таких деномінацій наведено нижче:

#### Міжнародні
- Об'єднана методистська церква[54] (10 млн)[55];
- Унітаріансько-універсалістська асоціація[en][56] (800 тис.)[57].

#### Австралія і Океанія
- Англіканська церква Аотеароа, Нової Зеландії та Полінезії[en] (315 тис.);
- Об'єднана церква Австралії[en][58][59] (243 тис.)[60].

#### Азія
- Об'єднана церква Христа в Японії[en][61] (200 тис.)[62];
- Об'єднана церква Христа на Філіппінах[en][63] (1 млн);
- Філіппінська незалежна церква[en][64][65] (1,5 млн)[66];
- Церква Південної Індії[en][67] (3,8 млн)[68].

#### Африка
- Англіканська церква Південної Африки[en] (3—4 млн);
- Методистська церква Південної Африки[en][69][70] (2 млн)[71];
- Об'єднана пресвітеріанська церква в Південній Африці[en][72] (900 тис.)[73].

#### Європа
- Євангелічна церква Аугсбурзького сповідання в Австрії[en][74] (265 тис.)[75];
- Євангелічна церква Німеччини[76] (19 млн)[77];
- Євангелічна церква чеських братів[en][78] (70 тис.)[79];
- Євангелічно-реформатська церква Швейцарії[en] (1,9 млн)[80];
- Іспанська євангелічна церква[en][81] (10 тис.)[82];
- Методистська церква Великої Британії[en][83] (137 тис.)[84];
- Об'єднана протестантська церква Бельгії[en][85] (50 тис.)[86];
- Об'єднана протестантська церква Франції[en][87] (250 тис.)[88];
- Об'єднана реформатська церква[en][89] (37 тис.)[90];
- Протестантська церква Нідерландів[ru] (1,5 млн)[91];
- Союз методистської і вальденської церков[en][92] (50 тис.);
- Церква Англії (26 млн);
- Церква в Уельсі[en] (42 тис.);
- Церква Данії (4,2 млн)[93];
- Церква Ірландії (343 тис.);
- Церква Ісландії (227 тис.);
- Церква Норвегії (3,5 млн)[94];
- Церква Швеції (5,6 млн)[95];
- Церква Шотландії (270 тис.)[96];
- Фінська євангелічно-лютеранська церква (3,6 млн)[97];
- Шотландська єпископальна церква[98] (24 тис.)[99].

#### Південна Америка
- Англіканська єпископальна церква Бразилії[en][100] (120 тис.);
- Англіканська церква Мексики[en][101] (100 тис.);
- Євангелічна церква Ріо-де-ла-Плати[en][102][103] (27 тис.)[104].

#### Північна Америка
- Англіканська церква Канади[ru] (359 тис.)[105];
- Євангелічна лютеранська церква в Америці[106] (2,9 млн)[107];
- Євангелічна лютеранська церква в Канаді[en][108] (95 тис.)[109];
- Єпископальна церква (США) (1,6 млн)[110];
- Менонітська церква Канади[en][111] (26 тис.);
- Менонітська церква США[en][112] (62 тис.)[113];
- Моравська церква в Північній Америці[en][114] (60 тис.)[115];
- Об'єднана церква Канади[en][116] (388 тис.)[117];
- Об'єднана церква Христа[ru][118] (712 тис.)[119];
- Пресвітеріанська церква в Канаді[en][120] (80 тис.);
- Пресвітеріанська церква (США)[121] (1,1 млн)[122];
- Християнська церква (Учні Христа)[en][123] (278 тис.)[124].

## Класифікація основних позицій
Погляди на природу гомосексуальності лежать в основі розмаїття позицій щодо гомосексуальних стосунків. Як правило, розглядаються дві діаметральні точки зору — консервативна і ліберальна, що оцінюють гомосексуальні стосунки протилежним чином. Однак насправді в церковній реальності ці діаметральні погляди мають ширший спектр відтінків. Наприклад, Голбен (L.R. Holben), автор фахового дослідження «Що християни думають про гомосексуальність: шість характерних точок зору» («What Christians think about homosexuality: Six representative viewpoints») представляє шість різних поглядів християн щодо гомосексуальності. Ці позиції коротко наведено нижче.
- Гомосексуальність — це гидота. Найконсервативніша оцінка. Її представники вважають, що гомосексуальні стосунки підлягають осуду за будь-яких обставин. Вони стверджують, що Біблія відкидає гомосексуальні стосунки як злочин проти Бога, природи й суспільства. Голбен указує, що представники цієї точки зору вважають, що гомосексуалів спонукає виключно хіть, і вони не здатні побудувати стосунки в любові, без сексуальної експлуатації. Такого погляду додержуються окремі представники й групи крайньоправого крила християнства, зокрема більшість фундаменталістських груп.
- Очікування змінення гомосексуальності. Ця точка зору близька до першої, але, на відміну від неї, гомосексуальність ввижається не так злочином, як нездоровим станом. Наголошується на тому, що гомосексуальність — продукт грішного світу і наслідок гріхопадіння пращурів в Едемі. Представники цієї позиції вважають, що гомосексуальність можливо вилікувати через репаративну терапію, молитву або вигнання бісів (екзорцизм). Цієї точки зору додержуються багато харизматичних, фундаменталістських та євангельських церков, а також різноманітні консервативно-християнські організації, що ставлять собі за мету зцілення від гомосексуальності.
- Очікування цнотливості. Представники цього погляду поділяють думку світських науковців, які вважають, що сексуальна орієнтація дорослої людини здебільшого незмінна, і що дуже незначний відсоток людей гомосексуальної орієнтації здатні перетворитися на ексґеїв. Тим не менш, представники цієї позиції продовжують вважати гомосексуальні стосунки гріховними, що спонукає їх думати, ніби Бог вимагає від гомосексуалів повної сексуальної повздержливості. Це найбільш сучасна точка зору в Римо-католицькій церкві та низці протестантських деномінацій.
- Гомосексуальність частково прийнятна. Представники такої точки зору вважають, що гомосексуальні стосунки небажані, та якщо гомосексуали не можуть змінити сексуальну орієнтацію чи жити в цноті, побудова моногамних одностатевих стосунків є для них найменшим злом у порівнянні з проміскуїтетом. Ця думка зазвичай не утверджується на офіційному церковному рівні, але присутня серед християнських лідерів різних деномінацій.
- Рівність сексуальних орієнтацій. Представники даного погляду вважають гомосексуальність нормальною формою сексуальних орієнтацій і мають на меті досягнення рівного статусу стосунків та рівних прав гомосексуалів і гетеросексуалів. Особи гомосексуальної орієнтації визнаються спроможними вступати у віддані одностатеві відносини, засновані на любові. Ця думка утверджується в ліберальних християнських церквах.
- Визволення гомосексуальності. Відмінність даної позиції від попередньої несуттєва: утверджується не тільки рівність сексуальних орієнтацій, а й особливе призначення гомосексуалів визволити церкву від патріархальних уявлень про сексуальність. Гомофобія викривається як глибокий порок. Подібні переконання проповідує квір-богослів'я, особливо — Метропольна общинна церква[126].